# 1490.
1490. je deseto desetletje v 15. stoletju med letoma 1490 in 1499. 